# Высоково (сельское поселение Теряевское)
Высоково — деревня в Волоколамском районе Московской области России. Относится к Теряевскому сельскому поселению, до муниципальной реформы 2006 года относилась к Теряевскому сельскому округу.

## География
Деревня Высоково расположена на реке Локнаш (бассейн Иваньковского водохранилища), примерно в 18 км к северо-востоку от города Волоколамска. В деревне две улицы — Заречная и Полевая. Ближайшие населённые пункты — деревни Родионово, Малое Стромилово и Чащь.
В Волоколамском районе есть ещё одна деревня с таким же названием, она входит в состав городского поселения Сычёво.

## Население
| 1852 | 1859 | 1890 | 1899 | 1926 | 2002 |
| ---- | ---- | ---- | ---- | ---- | ---- |
| 295  | ↗325 | ↗384 | ↘325 | ↗346 | ↘3   |
| 2006 | 2010 |      |      |      |      |
| ↗6   | ↗9   |      |      |      |      |

## История
В «Списке населённых мест» 1862 года Высокое — казённая деревня 1-го стана Клинского уезда Московской губернии по правую сторону Волоколамского тракта, в 46 верстах от уездного города, при реке Локноше, с 38 дворами и 325 жителями (153 мужчины, 172 женщины).
По данным на 1890 год входила в состав Калеевской волости Клинского уезда, число душ составляло 384 человека.
В 1913 году — 46 дворов, 5 бумаго-ткацких фабрик и земское училище.
В 1917 году Калеевская волость была передана в Волоколамский уезд.
По материалам Всесоюзной переписи населения 1926 года — центр Высоковского сельсовета Калеевской волости, проживало 346 жителей (166 мужчин, 180 женщин), насчитывалось 64 крестьянских хозяйства, имелась школа.
С 1929 года — населённый пункт в составе Волоколамского района Московской области.